# NGC 3323
NGC 3323 је спирална галаксија у сазвежђу Мали лав која се налази на NGC листи објеката дубоког неба.
Деклинација објекта је + 25° 19' 21" а ректасцензија 10h 39m 39,1s. Привидна величина (магнитуда) објекта NGC 3323 износи 13,4 а фотографска магнитуда 14,3. NGC 3323 је још познат и под ознакама UGC 5800, MCG 4-25-36, CGCG 124-49, IRAS 10368+2535, PGC 31712.